# Frutta martorana

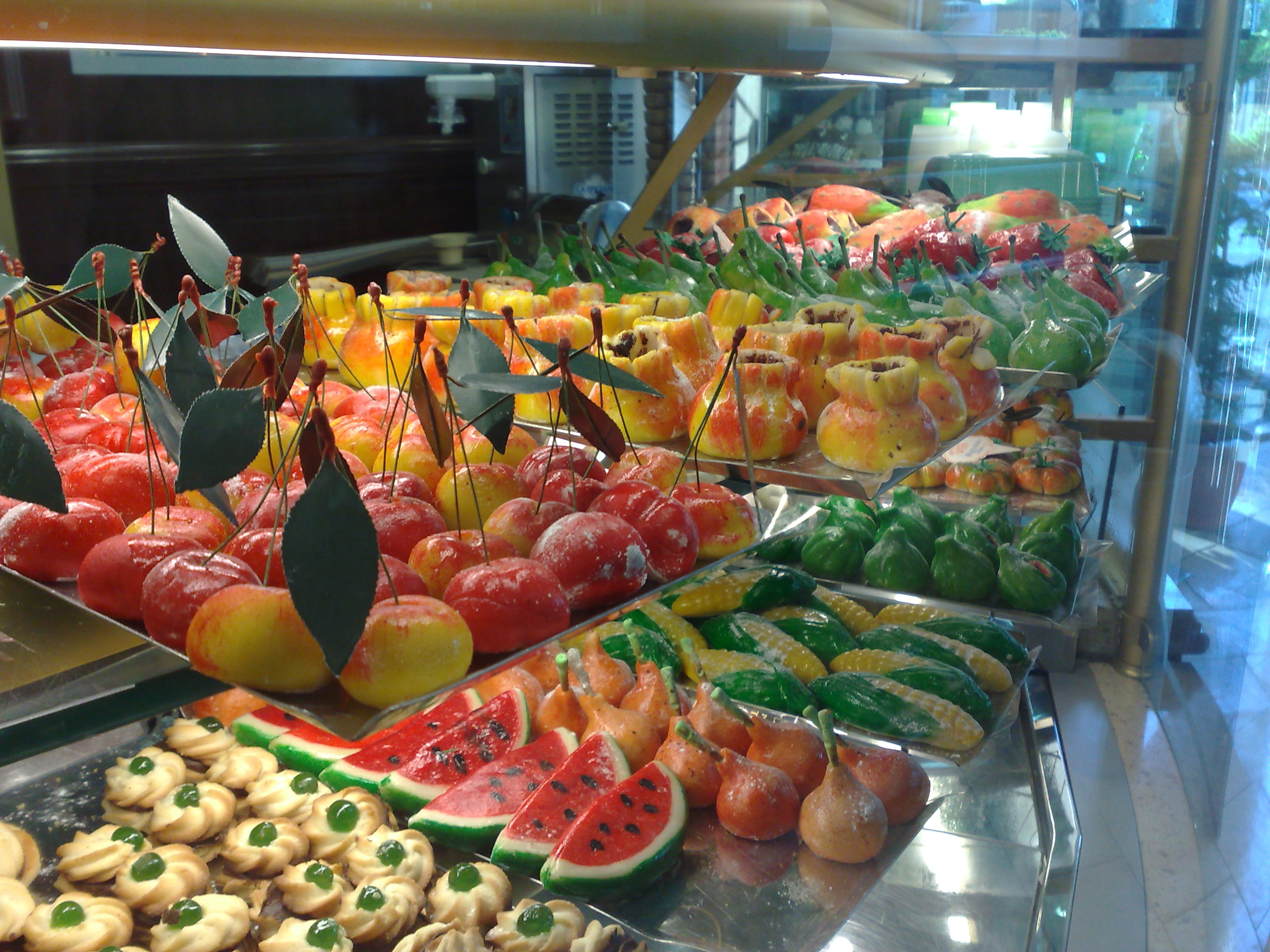
Frutti di Martorana

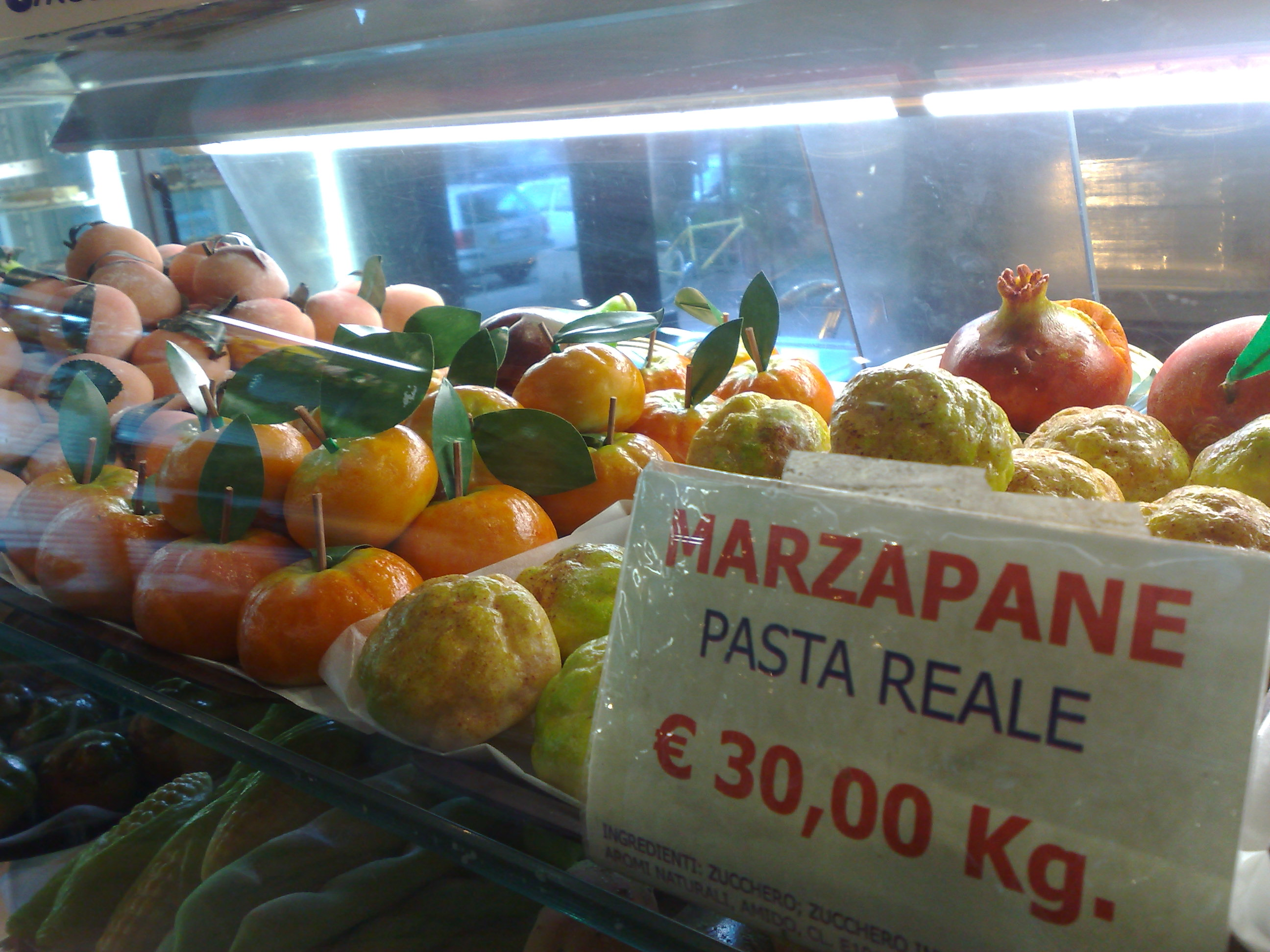
Frutti di Martorana

Frutta Martorana oder Frutta di Martorana (Mehrzahl: Frutti (di) Martorana) ist eine sizilianische Süßware aus Marzipan in Form von verschiedenen Früchten. Sie zählt zu den ältesten und beliebtesten Konditoreiwaren der Insel.

## Geschichte
Die Bezeichnung Frutta Martorana geht zurück auf das Kloster La Martorana in Palermo, das Ende des 12. Jahrhunderts von Eloisia Martorana gegründet wurde. Anlässlich eines Festessens für Papst Clemens V. im Jahr 1308 wurden zwei Bäume mit echt wirkenden Äpfeln, Trauben und Feigen aus Marzipan behängt. Mit dem Erfolg, den die Früchte bei den Festgästen hatten, begann die traditionelle Produktion der Frutti di Martorana.

## Herstellung
Der sizilianische Marzipanteig, auch Pasta reale genannt, wird aus geschälten Mandeln, Puderzucker, Zitronenessenz oder Orangenblütenwasser und Vanille hergestellt. Aus dieser Masse werden Früchte aller Art modelliert und mit pflanzlichen Farbstoffen so gefärbt und bemalt, dass sie täuschend echt aussehen. Zu Ostern werden aus der Pasta reale auch Picureddi, kleine Osterlämmer, und andere religiöse Symbole geformt.

## Weiteres
Die Kirche Santa Maria dell’Ammiraglio, die im 15. Jahrhundert an das Kloster angegliedert wurde, trägt in Palermo seither den Namen La Martorana.